# 오클라호마시티 폭탄 테러
오클라호마시티 폭탄 테러(영어: Oklahoma City bombing)는 1995년 4월 19일 미국 오클라호마주 오클라호마시티에 있는 앨프리드 P. 뮤러 연방정부청사(Alfred P. Murrah Federal Building)에서 일어난 폭탄 테러다. 이 테러의 범인인 티머시 맥베이는 민병대 운동의 동조자였으며, 해당 건물 앞에 폭탄을 가득 실은 트럭을 폭발시켰다. 또한 맥베이의 공모자인 테리 니컬스는 폭탄 준비를 도왔다.

## 요약
이 사건은 2001년 9·11 테러가 있기 전까지 미국 영토에 대한 가장 심각한 테러 사건이었다. 이 폭탄 테러로 6세 이하 아동 19명을 포함한 168명이 목숨을 잃었으며, 680명 이상 사람이 부상을 입었다. 또한 이 폭탄 테러로 반경 16블록 내에 있는 324채 건물이 파괴되거나 손상을 입었으며, 86대 차량이 파괴되거나 화재를 입었고, 근처 258개 건물의 유리창이 파손되었다. 이 폭발 때문에 6억 5200만 달러의 경제적 손실이 발생한 것으로 추산한다.
1992년 루비능선 대치 사건 및 1993년의 웨이코 포위전 때 연방정부의 행동에 대한 분노가 동기였기 때문에, 맥베이는 테러를 감행할 시간을 웨이코 사건이 일어난 지 2주년이 되는 때에 맞추었다. 건물이 폭발한 지 90분 뒤에 오클라호마 고속도로 순찰대 소속의 찰리 행거(Charlie Hanger)가 무면허 운전을 이유로 맥베이를 멈춰 세웠고, 무기의 불법 소지를 이유로 그를 체포하였다. 법적인 증거물 때문에 니컬스는 맥베이의 테러 행위에 연관되어 있음이 드러나 체포되었으며, 며칠 뒤 두 사람 모두 경찰에 고소되었다. 또한 마이클 포티어와 로리 포티어(Lori Fortier)가 나중에 테러에 가담한 것으로 드러났다.
지역에서부터 전 세계에 걸쳐 여러 기관이 인명의 추가 구조를 도왔으며, 미국 전역에 걸쳐 상당한 액수의 기부가 이루어졌다. 미국 연방재난관리청은 11개 조의 도시 내 수색구조 작업반을 투입하였으며, 이에는 인명 구조와 복구 작업을 도울 구조대원 665 명이 포함되어 있었다. 이 사건의 공식 수사기관인 오크봄(OKBOMB)은 미국 역사상 가장 규모가 큰 범죄 수사기관이었다. FBI는 28000여 회의 기자회견을 진행하였으며, 3.2톤에 달하는 증거를 수집하였고, 100만 건에 가까운 정보를 수집하였다. 테러범들은 1997년에 재판을 거쳐 유죄 판결을 받았다. 맥베이는 2001년 6월 11일에 독극물 투여 방식으로 사형에 처해졌으며, 니컬스는 종신형을 선고받았다. 마이클 포티어와 로리 포티어는 맥베이와 니컬스에게 불리한 방향으로 증언하였다. 마이클 포티어는 미국 정부에 사건을 알리지 않은 죄로 12년간 복역할 것을 선고받았으며, 로리는 법정에서 증언을 한 대가로 기소를 면제받았다.
폭탄 테러의 결과로, 미국 정부는 연방정부 청사 주변 경비강화를 위한 법률을 추가 테러 공격에 대비하여 통과시켰다. 그 이후 1995년부터 2005년까지 60건이 넘는 미국 내 테러 기도가 폭탄 테러에 대비하여 앞서 취한 법률 조치 때문에 실패하였다. 2000년 4월 19일에는 오클라호마 폭탄 테러 기념비가 뮤러 연방정부청사의 자리에 폭발 희생자를 기념하기 위하여 세워졌다. 매 년 추모행사가 폭발이 일어난 날 같은 시각에 열리고 있다.

## 범행 계획

### 범행 동기
주범인 티머시 맥베이와 테리 니컬스는 1988년에 포트 베닝에서 미국 육군의 기초 군사 훈련을 받던 중에 만났다. 공범인 마이클 포티어는 맥베이의 룸메이트였다. 세 사람은 공통적으로 종말대비주의에 관심을 보였고, 총기류를 통제하려는 총기 정책에 반대하였으며, 민병대 운동을 지지하였다. 그들은 연방정부가 1992년 연방 수사국이 루비능선 대치 포위 작전과 관련하여 랜디 위버와 대치하는 것에 분노하였다. 1993년 3월에 맥베이는 웨이코 포위전 작전이 전개된 장소를, 작전 당시에도 종결된 뒤에도 방문하였다. 맥베이는 후에 그 습격에 대한 반발로 연방정부청사 건물에 폭탄 테러를 가하기로 결심하였다.

### 범행 장소 모색
맥베이는 처음에는 건물을 파괴하려고만 했으나, 나중에는 그의 메시지가 사람들이 그 테러로 많이 죽는다면 더 명확하게 전달될 것이라고 판단하였다. 맥베이의 기준에 따르면, 범행의 표적이 될 건물은 적어도 법 집행에 관련된 연방정부기관이 두세 개 이상은 포함되어 있어야 했다. 이 연방정부 기관은 주류·담배·화기 단속국(ATF)과, 마약단속국(DEA)이었다. 그는 추가적으로 법 집행 기관이 있는 것을, 비밀검찰국이나 연방보안관처럼, 쓸데없는 여분과 같은 것으로 생각하였다.
맥베이는 애리조나주 킹먼(Kingman)의 거주자였으므로, 목표로 미주리주, 애리조나 주, 텍사스주, 아칸소주 등을 생각하고 있었다. 맥베이가 그의 공식 자서전에 진술한 바에 따르면, 그는 정부 관계자가 아닌 사람들의 피해를 최소화하고 싶었다고 한다. 따라서 아칸소주 리틀록(Little Rock)의 40층짜리 연방정부청사 건물은 제외되었는데, 이는 1층에 꽃가게가 있었기 때문이라고 한다.
1994년 12월 맥베이와 포티어는 오클라호마시티를 방문하여 범행 표적인 뮤러 빌딩을 샅샅이 돌아보았다. 9층짜리 건물은 1977년에 건립되었으며, 그 안에는 주류·담배·화기 단속국과 마약단속국과 사회보장국 등의 연방정부기관과 육군과 해병대의 신병 모집 사무소가 있었다.
연방정부청사 건물이 범행 표적으로 선정된 것은, 정면의 유리창(폭발의 영향으로 산산이 부서질 것으로 기대되었으므로)과, 맞은편에 길을 건너 크고 개방된 주차장(충격의 일부를 흡수하여 감소시키고, 근처의 정부청사가 아닌 건물에 살고 있는 사람들을 보호하기 위하여) 때문이었다. 게다가 맥베이는 건물 주위의 트인 공간 때문에 정치적 선동을 목적으로 한 사진을 찍을 기회가 생길 것이라고 믿었다. 테러는 1995년 4월 19일에 일으키기로 계획되었는데, 이는 웨이코 포위 작전이 일어난 날과 렉싱턴·콘코드 전투의 220주년과 날짜를 맞추기 위함이었다.

## 테러 단행
맥베이는 원래 폭탄을 오전 11시에 터뜨리려고 하였으나, 범행 당일 새벽에 오전 9시에 터뜨리기로 계획을 바꾼다. 연방정부청사 건물을 향하여 운전하면서, 맥베이는 소설 터너의 일기(The Turner Diaries)의 몇 페이지가 든 봉투를 가지고 갔다. 맥베이는 버지니아주의 표어인 Sic semper tyrannis("이처럼 언제나 폭군에게"라는 의미)와 "자유의 나무는 때때로 애국자와 폭군의 피로 정화되어야 한다(토머스 제퍼슨의 연설에서 딴 문구)."라는 문구가 새겨진 티셔츠를 입고 있었다. 그는 또한 반정부 선전물이 담긴 봉투도 지니고 있었는데, 거기에는 새뮤얼 애덤스의 표어("정부가 사람을 겁박할 때 자유가 있고, 사람이 정부를 겁박할 때 폭정이 있다.")가 적힌 범퍼 스티커가 들어 있었다. 그 아래에 맥베이가 "아마도 지금 자유가 있을 것이다!" 하고 휘갈겨 쓰고, 존 로크가 인간은 자신의 자유를 빼앗아 간 사람을 죽일 수 있는 권리가 있다고 주장한 내용을 손으로 옮겨 적었다.
맥베이는 오전 8시 50분에 오클라호마시티에 진입하였다. 레건시 타워스 아파트 로비의 보안 카메라가 사흘 전에는 니컬스의 픽업 트럭을 포착하였고, 8시 57분에는 맥베이의 트럭이 연방정부청사 건물로 향하는 장면을 포착하였다. 같은 시각에 맥베이는 폭발 기한을 5분 남겨 놓고 있었으며, 3분 뒤 여전히 한 블록 떨어진 곳에서는 폭발 기한이 2분 남아 있었다. 그는 트럭을 청사 내 보육 센터 아래의 승하차장에 세워 두고 차에서 나와 문을 잠근 뒤, 도주 차량이 있는 곳으로 가서는 열쇠를 몇 블록 떨어진 곳에 주차된 트럭에 던져 두고 떠났다.
9시 2분에 맥베이의 트럭은 2200kg이 넘는 질산 암모늄 비료와 니트로메탄과 경유를 싣고서 9층짜리 연방정부청사 건물의 북측 면에서 폭발하였다. 수백 명이 죽거나 다쳤으며 건물의 1/3이 폭발 때문에 파괴되어 폭 9.1m, 깊이 2.4m의 구덩이가 빌딩 옆 북서 5번가에 생겼다. 폭발 때문에 16블록 반경의 건물 324동이 붕괴되거나 피해를 입었으며, 근처 258동의 건물에서는 유리창이 파손되었다. 이 때 깨진 유리조각만으로도 연방정부청사 건물 바깥에서 전체 사망자의 5%와 부상자의 69%를 냈다. 또한 폭발 장소 주변의 차량 86대를 파괴하거나 불태웠으며, 이러한 차량들의 연료탱크나 타이어는 2차 폭발의 원인이 되었다. 폭탄 테러 때문에 수백 명의 사람들이 집을 잃었으며, 오클라호마시티 중심부의 사무실 몇 곳은 문을 닫았다. 이 테러 때문에 적어도 6억 5200만 달러의 경제적 손실을 입은 것으로 추산된다.
폭발의 영향은 2300kg의 TNT가 터진 것과 맞먹으며, 이 소음은 89km가 떨어진 곳에서도 듣거나 느낄 수 있었다. 폭발 현장에서 6.9km 떨어진 오클라호마 과학박물관의 지진계와, 25.9km 떨어진 노먼의 지진계에서도 이 폭발이 리히터 규모 3.0의 지진과 맞먹는 것으로 관측되었다.

## 범인 체포
처음 미국 연방 수사국(FBI)의 세 가지 가설은 누가 폭탄 테러를 일으켰는가 하는 것이었다. 첫째는 국제 테러조직으로, 2년 전에 세계무역센터에 테러를 일으킨 조직일 가능성이 상당히 있었다. FBI는 또한 마약 조직이 마약단속국에 복수하기 위하여 단행한 범죄일 가능성도 생각하였는데, 이는 연방정부청사 건물에 마약단속국 사무실이 있었기 때문이었다. 마지막 가정은 기독교 원리주의자가 음모론에 따라 저지른 것이라는 것이다.
티머시 맥베이는 폭탄 테러가 있은 지 90분 안에 체포되었는데, 그 때 그는 오클라호마주 페리(Perry) 근처의 35번 주간고속도로에서 북쪽으로 이동하고 있었다. 오클라호마 고속도로 순찰대의 찰리 행거가 맥베이를, 운전하고 있던 차를 면허번호판 없이 운전했다는 이유로 멈춰 세웠으며, 숨겨 둔 무기가 있었다는 이유로 그를 체포하였다. 그의 주소와 관련하여 맥베이는 거짓으로 그가 테리 니컬스의 형제인 제임스가 사는 미시간주의 집에 살았다고 진술하였다. 맥베이에 대하여 행거는 맥베이가 수갑을 찬 채로 있는 동안 그의 경찰차를 조사하여 그가 숨기고 있던 명함을 찾아냈다. 명함 뒷면에 적힌 말은 위스콘신주의 무기상에서 적은 것이었는데, "5달러짜리 TNT 한 통. 더 필요함."이었다. 이 명함은 나중에 맥베이의 재판 때 증거로 사용되었다.
차량 식별 번호를 폭탄 테러에 사용된 차량의 차축과 면허번호판의 잔해에서 조사하는 동안, 정부의 요원들은 맥베이의 트럭을 정크션시티(Junction City)의 어느 자동차 대여소와 연결할 수 있었다. 자동차 대여소의 주인인 엘든 엘리엇의 증언을 바탕으로 만든 스케치를 이용하여, 요원들은 맥베이가 폭탄 테러의 범인이라는 것을 알 수 있었다. 맥베이를 알아차린 사람 중에는 드림랜드 모텔의 리 맥곤(Lea McGown)도 있었는데, 그는 맥베이가 주차장에 큰 노란색 트럭을 주차하던 것을 기억하고 있었다. 맥베이는 그 모텔에서 그의 실명으로 서명하였는데, 주소는 그가 위조한 운전면허와 페리 경찰서의 기록과 일치하였다. 모텔에서 그의 실명으로 서명하기 전에, 맥베이는 거래를 목적으로 가짜 이름을 사용하였다. 그러나 맥곤이 지적하기를, "사람들은 가짜 이름을 서명할 때 그들의 고유한 이름으로 서명하기를 잘 합니다. 그들은 거의 서명하고 나서는, 마치 그들이 쓰고 싶어하는 새 이름을 기억하려는 듯 잠시 위를 쳐다보지요. (맥베이가) 했던 것이 바로 그것이며, 그가 위를 쳐다보았을 때 제가 그에게 말을 걸었습니다. 그도 그랬던 것이지요."
1995년 4월 21일 총기 혐의와 관련한 법정 심의가 있은 뒤 맥베이가 석방되기 전에, 연방 수사국 요원들은 폭탄 테러와 관련하여 조사를 계속하기로 함에 따라 그를 구금하였다. 조사관들에게 폭탄 테러에 대하여 말하지 않고, 맥베이는 변호사를 요청하였다. 경찰과 폭발 장면을 목격한 헬리콥터가 등장하면서 사실이 드러남에 따라, 쉴새없이 함성이 감옥 바깥에서 커지기 시작했다. 맥베이가 방탄 조끼나 헬리콥터 수송을 요구한 것은 기각되었다.
연방 수사국 요원들은 맥베이의 아버지 빌의 집을 수사하기 위하여 구속영장을 획득한 뒤, 문을 부수고는 가택과 전화에 도청장치를 설치하였다. 그들은 수집한 결정적인 정보를 활용하여, 맥베이가 사용한 가짜 주소와 병행하여, 니컬스 형제(테리 니컬스와 제임스 니컬스)를 추적하기 시작하였다. 1995년 4월 21일 테리는 그가 추적당하고 있다는 것을 알아차리고 잠적하였다.
조사관들은 그의 집에서 그의 죄를 입증할 증거를 수집하여, 질산암모늄과, 발파용 모자와, 채석장에서 돌을 부수는 데에 사용하는 전기 드릴과, 폭탄 제조법에 관련한 서적과, 소설 사냥꾼(백인 우월주의 조직인 국가 동맹의 창립자이자 대표자인 윌리엄 루서 피어스(William Luther Pierce)의 1989년 작품)의 복사본과, 손으로 그린 오클라호마시티 중심부의 지도(거기에는 연방정부청사 건물의 위치와 맥베이의 도주용 차량의 위치가 표시되어 있었다)를 찾아내었다.
1995년 4월 25일에 제임스 니컬스가 체포되었지만 32일 후에 증거 부족으로 석방되었다. 맥베이의 자매인 제니퍼는 불법적으로 탄환을 맥베이에게 보냈다는 이유로 고소되었지만, 맥베이에게 불리하게 증언한 대가로 기소를 면제받았다.
이브라힘 아흐마드는 요르단계 미국인으로서 1995년 4월 19일 오클라호마시티의 자택에서 출발하여 요르단에 있는 가족에게 찾아가려고 여행을 떠났는데, "초기 수사 대상"에 포함되어 있었던 것 때문에 체포되었다. 중동 지역의 테러리스트가 이 테러의 배후일 수도 있다는 우려가 있었기 때문이었다. 추가적으로 조사가 이루어져 아흐마드는 폭탄 테러에 대한 연관성이 일소되었다.

## 인명 피해
폭발 당시 646명이 빌딩에 있었던 것으로 추산된다. 폭탄 테러가 일어난 그 날이 끝나는 시점에 어린이 6명을 포함하여 20명이 사망하고, 100명 이상이 부상을 입은 것으로 확인되었다. 사망자 집계는 결국 168명에서 종료되었는데, 여기에는 존재할 가능성이 있는 신원 미상의 169번째 희생자의 것일 수도 있는 짝이 맞지 않는 다리는 제외되었다.
82%의 부상과 87%의 사망은 건물 내부에서 발생하였고 18%의 부상과 5%의 사망은 건물 외부에서 발생했다. 사망자의 대부분은 폭탄의 폭발 자체보다는 건물의 붕괴 때문에 발생하였다. 사망자 중 163명은 연방정부청사 건물에서, 한 명은 에이티니언 빌딩(Athenian Building)에서, 여성 한 명은 길 맞은편 주차장에서, 남녀 각 한 명은 오클라호마 수자원 빌딩에서 발견되었으며, 거기에 건물 파편에 머리를 맞은 구조원(간호사)이 포함되었다.
3개월부터 73세까지 다양한 연령의 사람들이 희생되었으며, 또한 임산부 세 명의 태아도 희생되었다. 희생자들 중 99명은 연방정부에 근무하던 사람들이었다. 희생자들 중 19명은 어린이였으며, 그들 중 15명은 아메리카 어린이 데이케어 센터에서 희생되었다.
희생자 168명의 시신은 사건 직후 마련된 시신 안치소에서 신원이 확인되었다. 24명의 검안진이 전신 X레이 촬영, 치아 검사, 지문, 혈액 검사, DNA 검사 등을 활용하여 희생자들의 신원을 밝혔다. 680명 이상의 사람들이 부상을 입었다. 그들 중 다수는 찰과상, 화상, 골절 등의 부상을 입었다.
맥베이는 나중에 폭탄 테러로 어린이들의 목숨을 앗아간 것을 정당화하였다. "저는 이 투쟁에서 연좌제를 정의하지 않았습니다. 그 법칙은 명문화하지 않았다면 침략자가 정한 것입니다. 그것은 성역 없이 잔인하였습니다. 여성과 어린이들은 웨이코 포위전과 루비 능선 작전 때에도 희생당했습니다. 당신들은 (정부의) 눈 앞에서 그들이 주장하고 있는 것을 되돌리고 있는 것입니다."

## 각계 반응과 구호 활동

### 구조 작업
오전 9시 3분 25초에 처음으로 1,800건 넘게 폭탄 테러와 연관된 911 전화가 오클라호마 응급의료 서비스(Emergency Medical Services Authority, EMSA)에 접수되었다. 그 무렵 오클라호마 응급의료 서비스의 앰뷸런스와, 경찰차와, 소방관들이 이미 폭발음을 듣고 사건 현장으로 향하고 있었다. 근처의 시민들도 이미 폭발 장면을 보거나 폭발음을 듣고, 사고 희생자와 구조 요원들을 도우려고 도착해 있었다.
폭탄 테러가 일어난 지 23분 안에 비상상황 통제 센터(State Emergency Operations Center, SEOC)가 구성되었으며, 이는 공공 안전, 사회복지, 군사, 보건, 교육 분야를 담당하는 주 부서의 전문가들로 구성되었다. 통제 센터를 돕기 위하여 기상국, 공군, 민간 항공 정찰대, 적십자사 등의 기관이 도착하였다. 즉각적인 업무 보조를 위하여 오클라호마 주방위군 소속의 465명이 파견되어 1시간 안에 사건현장에 도착하여 치안 유지를 도왔으며, 민간재난관리부의 멤버들도 파견되었다.
사고가 일어난 지 첫 1시간 안에 50명이 연방정부청사 건물에서 구조되었다. 부상자들은 주위의 여러 병원으로 호송되었다. 사건 첫 날 구조 활동의 결과로, 153명이 사건현장에서 8블록 떨어진 성 앤서니 병원(St. Anthony Hospital)에서, 70명 이상이 장로교병원(Presbyterian Hospital)에서, 41명이 대학병원(University Hospital)에서, 18명은 아동병원(Children's Hospital)에서 치료를 받았다.
잠시동안 침묵이 유지되어 사람의 심장 박동을 감지할 수 있는 음향감지장치가 생존자를 찾을 수 있게 하였다. 때에 따라서는 팔다리를 마취제 없이 절단함으로써 (마취제를 사용하면 치명적인 혼수 상태를 일으킬 수도 있었으므로) 파편 아래에 깔린 사람들을 구조해야 했다. 가끔 사건현장에서 사람들이 철수해야 했는데, 이는 경찰이 또 다른 폭탄이 건물 안에 설치되어 있다는 제보를 접수하였기 때문이다.
오전 10시 28분에 구조대원들은 또 다른 폭탄으로 생각되는 물건을 찾아내었고, 몇몇 구조대원들은 경찰이 사건현장 주변 4블록에서의 강제 철수를 명령할 때까지 떠나지 않았다. 그것은 0.9m 길이의 BGM-71 토우 미사일로 정부 요원들이나 폭발물 감지견들을 훈련하기 위해 쓰이는 것으로 밝혀졌으나, 분명히 불발하는 것인데도 계획된 무기 밀거래 단속을 위하여 무기 밀매상들에게 오인하게 하려고 폭발하는 폭탄으로 기록되었다. 실험으로는 미사일이 사실은 불발하는 것임이 밝혀졌으므로, 구조 작업은 45분 후에 재기되었다. 마지막 생존자는 15세의 소녀로 붕괴된 건물 지하에서 발견되었으며, 오후 7시 경에 구조되었다.
폭탄 테러가 일어난 날 다음 날에는, 12,000명 이상이 구호와 구조 활동에 참가하였다. 연방 재난관리본부(Federal Emergency Management Agency)는 11개조의 도시 내 수색구조 작업반을 투입하였으며, 이에는 인명 구조와 복구 작업을 도울 구조대원 665 명이 포함되어 있었다. 간호사 한 명이 구조작업 도중에 머리에 건물 파편을 맞고 숨졌으며, 구조대원 26명도 여러 가지 부상을 입고 병원으로 후송되었다. 경찰견 24마리가 오클라호마주 내외에서 파견되어 건물 잔해에서 생존자와 희생자들의 시신을 탐색하였다. 추가로 시신을 발굴하기 위하여 91톤에서 320톤의 잔해가 사건현장에서 1995년 4월 24일부터 4월 29일까지 매일 치워졌다.
구조 및 복구 활동은 5월 5일 12시 5분에 종결되었으며, 그 때까지 세 명을 제외하고는 희생자의 시신이 모두 발견되었다. 안전 상의 이유로 건물은 그 직후 철거하기로 하였다. 그러나 맥베이의 변호사인 스티븐 존스(Stephen Jones)는 변호인단이 재판을 준비하기 위하여 사건 현장을 조사할 수 있도록 철거를 연기할 것을 발의하였다.
폭탄 테러가 있은 지 한 달도 더 지난 5월 23일 오전 7시 2분에 연방정부청사 건물은 철거되었다. 이 과정에서 찾지 못한 3명(신용협동조합 직원 2명 및 고객 1명)의 시신이 발견되었다. 건물이 철거된 뒤 며칠동안 트럭은 하루에 730톤의 잔해를 사건 현장에서 싣고 떠났다. 잔해물 중 일부는 공모범 재판과 관련하여 증거물로 사용되었으며, 추모공원의 일부로 포함되었고, 지역 학교에 기부되었으며, 구호 활동을 위한 자금을 조성할 목적으로 판매되었다.

### 연방정부 및 주정부의 지원
오전 9시 45분에 주지사 프랭크 키팅(Frank Keating)은 비상사태를 선포하고, 오클라호마시티 지역의 비필수 요원들을 그들의 안전을 위하여 업무를 중단할 것을 명령하였다. 빌 클린턴 대통령은 오전 9시 30분 경에 폭탄 테러 소식을 보고받았으며, 그 당시 그는 백악관에서 탄수 칠레르(Tansu Çiller)와 접견을 하고 있었다. 대국민 연설을 하기에 앞서, 클린턴 대통령은 오클라호마시티의 모든 비행기에 대하여 테러범이 항공편으로 달아나는 것을 막기 위하여 모든 비행기의 이륙을 막고자 하였으나, 그렇게 하지 않기로 결정하였다. 오후 4시에 클린턴 대통령은 오클라호마시티에 연방 비상사태를 선포하고 대국민 담화를 발표하였다.
"오클라호마시티의 폭탄 테러는 무고한 어린이들과 스스로를 보호할 수 없는 시민들에 대한 공격이었습니다. 이는 비겁한 행위였으며 또한 악랄한 행위였습니다. 미국은 이를 용인하지 않을 것이며, 저는 이 나라의 국민들이 사악하고 비겁한 자들에게 위협당하는 것을 두고보지 않을 것입니다."
그는 모든 연방정부청사의 깃발을 30일동안 희생자들을 추모하는 뜻에서 조기로 걸 것을 명령하였다. 4일 후 1995년 4월 23일에 클린턴 대통령은 오클라호마시티에서 연설하였다.
오클라호마 시티 폭탄 테러의 생존자들을 위하여 연방 차원에서 재정적 지원이 많이 이루어지지는 않았지만, 뮤러 재단이 폭탄 테러가 일어나자마자 마련되어 정부 지원금으로 30만 달러 이상을 획득하였다. 4000만 달러 이상이 재난 구호를 돕고 희생자들에게 보상을 해 주기 위하여 시에 기부되었다. 기부금은 우선 자립하기 위하여 자금이 필요한 가족들에게 분배되었으며, 나머지는 장기적인 의과 진료 및 심리치료를 위하여 저축되었다. 2005년에는 기부금이 1800만 달러가 남았는데, 그 중 일부는 양친 중 한 명 이상을 폭탄 테러로 여읜 219명의 어린이들에게 각각 대학 교육을 제공하는 데에 쓰이도록 지정되었다. 대니얼 커튼바크(Daniel Kurtenbach)가 회장직을 맡고 있는 굿윌 인더스트리즈는 생존자들을 재정적으로 지원하였다.

### 아동에 대한 테러 행위
폭탄 테러가 막 일어났을 때 국내 언론들은 희생자들 중 19명은 영유아나 어린이로, 그들 중 대부분이 보육 센터에 있었다는 것에 초점을 맞추었다. 폭탄 테러가 일어났을 당시 미국에는 7900여 개의 연방정부청사 건물에 100여 개의 보육 센터가 있었다. 맥베이는 나중에 그 건물을 테러의 표적으로 삼았을 때 보육 센터가 있었는지 몰랐다고 진술하였다. 또한 만약에 알았다면 "그랬다면 저는 그 건물에 테러하는 것을 멈추었을 수도 있을 것입니다. 그것은 정말로 엄청난 2차적 피해로군요." 하고 말하였다. 그러나 FBI는 맥베이는 건물 인테리어 작업을 하기 위하여 1994년 12월에 고용되었으므로 범행 전에 보육 센터가 있었다는 것을 알았을 수 있다고 주장하였다.
한편 2010년 4월 맥베이의 재판을 맡은 검사 조셉 하츨러는, 어떻게 처음으로 목표로 삼은 건물은 꽃가게가 있다는 이유로 지나쳤으면서 뮤러 빌딩은 "보육 센터와 신용협동조합과 사회보장국 사무실이 있다는 것을 알았는데도" 지나치지 않기로 할 수 있었겠느냐는 질문을 하였다.
미국 전체 학교들은 일찍 일과를 마쳤으며 휴교할 것을 지시받았다. 소방관 크리스 필즈가 잔해 속에서 어린 베일리 앨먼(Baylee Almon, 나중에 근처 병원에서 사망하였음)을 구조하는 사진이 전 세계로 퍼지면서 이번 폭탄 테러의 상징이 되었다. 이 사진은 설비업체 직원원인 찰스 H. 포터 4세(Charles H. Porter Ⅳ)가 촬영하였으며, 그는 1996년에 긴급 속보 부문에서 퓰리처상을 수상하였다. 죽어가는 어린이들에 대한 영상과 보도는 많은 어린이들에게 공포감을 심어 주었으며, 이들은 후대의 연구에서 설명하는 바와 같이 외상후 스트레스 장애의 증상을 보였다.
클린턴 대통령은 잔해 속에서 구출되는 영유아의 사진을 보고 난 뒤, "분노를 넘어설 지경"에 이르렀으며, "텔레비전에서 (맥베이에 관한 소식을) 맨 먼저 다루기를" 바랐다고 말하였다. 클린턴 대통령과 영부인 힐러리 클린턴은 보좌관들에게 아동 보육 전문가들과 폭탄 테러와 연관된 어린이들과 의사소통하는 방법에 대하여 대화를 나눌 것을 요청하였다. 클린턴 대통령은 폭탄 테러가 일어난 지 3일 뒤 대국민 담화에서 "저는 우리의 어린이들이 인생과 미래와 대부분의 어른들에 대하여 이 무서운 사건 때문에 무언가 무서운 것을 믿지 않기를 바랍니다. … 어른들은 대개 착한 사람들이며 우리 어린이들을 지켜주기를 바라고 있으며, 우리는 이 문제를 해결할 것입니다." 1995년 4월 22일 클린턴 부부는 백악관에서 40명이 넘는 연방정부기관 직원과 그들의 자녀들 앞에서 연설하였으며, 전국 단위의 텔레비전 및 라디오 생방송에서 그들의 고민을 해결해 주었다.

## 같이 보기
- 2011년 노르웨이 테러
- 배스 학교 폭파 사건